# The One (musikalbum med The Attic)
The One är ett musikalbum släppt 2006 av svenska musikduon The Attic (Michael Feiner och Eric Amarillo).

## Låtlista
Alla låtar av Michael Feiner och Eric Amarillo.
1. "Destiny"
2. "A Life to Live"
3. "In Your Eyes"
4. "It's Beautiful"
5. "On and On"
6. "Even if It Hurts Me"
7. "Catch Me When I Fall for You"
8. "The One"
9. "I Just Can't Help It"
10. "Petite Différence"
11. "U.N.I" (med Katherine Ellis)
12. "Minute After Minute"
13. "Can You Hear Me"
14. "In your eyes" (Ballad Version)

### Fotnoter
1. ↑  "The one / The Attic", Svensk mediedatabas. Läst den 17 mars 2011.